# تشاك ريتشاردز
تشاك ريتشاردز (بالإنجليزية: Chuck Richards)‏ هو مقدم برامج إذاعية أمريكي، ولد في 1913، وتوفي في 1984.